# RR-Klasse 20/20A
Die Fahrzeuge der Klassen 20 und 20A der ehemaligen Rhodesian Railways (RR) bzw. der Zambia Railways (ZR) und der National Railways of Zimbabwe (NRZ) sind Gelenklokomotiven der Bauart Garratt. Sie gehören zu den größten und zugkräftigsten Dampflokomotivbauarten, die auf der südlichen Hemisphäre eingesetzt wurden.
Mit 61 gebauten Exemplaren waren die Lokomotiven nach der Klasse GMA/GMAM der SAR (120), der Klasse 15/15A  der RR (74) und der Klasse GF der SAR (65) die Garratt-Type mit der viertgrößten Stückzahl. 14 Lokomotiven der Klasse 20 lieferte Beyer-Peacock 1954, 1957 folgten 6 weitere der Klasse 20 und 40 der Klasse 20A.

## Technik
Die Lokomotiven haben die Achsfolge (2'D1')(1'D2'), auch  „Double-Mountain“ genannt. Diese Achsfolge weisen auch die meisten anderen großen Garratt-Baureihen auf, da sie auch bei höheren Geschwindigkeiten gute Laufeigenschaften mit der Zugkraft von acht Kuppelachsen kombiniert.
Die gegenüber den vorangegangenen Garratt-Bauarten der RR deutlich vergrößerte Achslast ermöglichte eine erhebliche Leistungssteigerung, auch wenn ein Teil des zulässigen Mehrgewichts zugunsten größerer Vorräte verwendet wurde.
Als erste und einzige rhodesische Klasse erhielten die Maschinen eine Stoker-Feuerung. Weitere technische Merkmale waren Barrenrahmen, Kraftumsteuerung, Drehzapfen mit selbständiger Nachstellung und Feuerschirm-Wasserrohre.
Die Klasse 20A unterscheidet sich von der Klasse 20 nur in der Größe der inneren Laufräder, die bei der Klasse 20 etwas größer sind als die der Drehgestelle, bei der Klasse 20A genauso groß. Außerdem haben die Maschinen der Klasse 20A ein geringfügig höheres Gesamtgewicht.
Die fast über die volle Fahrzeugbreite gehenden vorderen Wassertanks sind im oberen Bereich seitlich abgeschrägt, um die Sicht des Lokomotivführers zu verbessern. Dieses charakteristische Merkmal findet sich sonst nur bei der etwa gleichzeitig entstandenen, sehr ähnlichen aber noch etwas größeren Klasse 59 der EAR sowie bei der Klasse AD 60 der New South Wales Government Railways.

## Die ersten Jahre
Der Einsatz der Klasse 20/20A stand zunächst unter keinem guten Stern. Die Lokomotiven wurden von Kinderkrankheiten geplagt; es kam zu Brüchen an den Rahmen der Triebgestelle und zu Schäden an den Feuerbüchsen. Anders als die gleichzeitig entstandene und in der Leistung vergleichbare Klasse GMA/GMAM der SAR, die bereits mit einem stabileren Stahlgussrahmen ausgestattet war, hatte die Klasse 20/20A noch einen konventionellen Barrenrahmen. Die Schäden an den Feuerbüchsen dagegen waren schwer zu erklären, denn die der südafrikanischen Lokomotiven waren fast baugleich und haben keine Probleme gemacht.
Zwei Lokomotiven, zufälligerweise die erste (Nr. 700) und die letzte (Nr. 760), mussten schon nach kurzer Zeit nach Zusammenstößen verschrottet werden.
Von diesen Problemen abgesehen erfüllten die Lokomotiven die in sie gesetzten Erwartungen. Es waren bei weitem die leistungsfähigsten Lokomotiven der Bahn und konnten Züge mit 1270 t über eine Steigung von 15,5 ‰ befördern.

## Sambia wird unabhängig
1964 wurde Nordrhodesien unabhängig. Nach der dadurch bedingten Teilung des Landes in Sambia und Südrhodesien blieben nur 15 der 59 verbliebenen Lokomotiven in Südrhodesien; vier weitere wurden später erworben, nachdem Sambia die Dieseltraktion eingeführt hatte. Diese 19 Maschinen mit den Nummern 705, 707, 709, 710, 714, 716, 717 und 718 (Klasse 20) sowie 723, 724, 726, 727, 729, 738, 746, 747, 749, 753 und 756 (Klasse 20A) wurden vor allem im Kohletransport von Thomson Junction nach Bulawayo und Victoria Falls eingesetzt.
Zumindest ein Teil der in Sambia verbliebenen 20/20A wurde schon um 1970 ausgemustert und durch Diesellokomotiven ersetzt.

## Rekonstruktion
Wegen der nach der Ölkrise von 1978 steigenden Ölpreise beschlossen die NRZ 1978 ein Rekonstruktionsprogramm für Dampflokomotiven, weil diese die mit billiger heimischer Kohle betrieben werden konnten. Von 1980 bis 1983 wurden die noch vorhandenen Garratt-Lokomotiven vollständig grundüberholt und in einigen Punkten modernisiert, unter anderem durch den Einbau von Rollenlagern. Die Aufgabe wurde an private Unternehmen übertragen, insbesondere an die RESSCO-Werke in Bulawayo.
Die Arbeiten an zwei Maschinen der Klasse 20/20A waren bereits 1980 abgeschlossen; die Rekonstruktion des Großteils der Klasse erfolgte jedoch erst zum Schluss des Programms bis April 1983.
Auch die ZR nahm in dieser Zeit wieder eine oder zwei 20/20A in Betrieb, und es wurde zumindest in Erwägung gezogen, sie ebenfalls durch den Einbau von Rollenlagern zu modernisieren. Genauere Informationen hierüber fehlen jedoch.
Weil durch die in Sambia verbliebenen Lokomotiven größere Lücken in der Nummerierung bestanden, erhielten die rekonstruierten Lokomotiven neue Nummern. Die Maschinen der Klasse 20 erhielten die Nummern 730 bis 737, die der Klasse 20A die Nummern 740 bis 750. Drei Lokomotiven, Nr. 746, 747 und 749, behielten dabei ihre alte Nummer.
Außerdem erhielten die rekonstruierten Lokomotiven der Klassen 15/15A und 20/20A Namen, wobei die Klasse 20 Namen Ndebele-Regimentern erhielt und die Klasse 20A Namen von Flüssen. Die einzige Ausnahme ist die Lok Nr. 747, die den Namen „Jumbo“ erhielt.

## Betrieb nach der Rekonstruktion
Die rekonstruierten Lokomotiven der Klasse 20/20A wurden wie alle Garratts im Eisenbahnknoten Bulawayo stationiert und auf den von dort ausgehenden Strecken eingesetzt.
Wegen der weiterhin schwierigen wirtschaftlichen Lage Simbabwes blieben die rekonstruierten Dampflokomotiven länger im Einsatz als ursprünglich geplant. Erst um die Jahrtausendwende wurde das Ende des Dampfbetriebs beschlossen, und die Lokomotiven wurden nur noch so lange eingesetzt, wie es die Laufzeit der Kesselzertifikate zuließ und solange keine größeren Schäden auftraten. Die Maschinen der Klasse 20/20A wurden jedoch überwiegend schon 1992 aus dem Dienst genommen, da ein kanadisches Darlehen zur Finanzierung von 60 Diesellokomotiven von EMD die Verschrottung der Lokomotiven forderte. Einige kamen jedoch anschließend noch sporadisch zum Einsatz, wenn gerade akuter Lokomotivmangel herrschte. Die abgestellten Lokomotiven dienten dann als Ersatzteilspender, wurden jedoch nicht verschrottet.
Entgegen den Planungen wurden etwa zehn Lokomotiven der kleineren Klassen 14A, 15A und 16A 2006/2007 erneut aufgearbeitet, so dass ein weiterer Einsatz zumindest im Rangierdienst und vor Vorort- und Sonderzügen möglich ist. Für die Klasse 20/20A ist dies jedoch nicht vorgesehen, weil ein Einsatz von Dampflokomotiven vor schweren Güterzügen nicht mehr geplant ist.

## Verbleib
Sowohl in Sambia als auch in Simbabwe sind die Lokomotiven nach der Ausmusterung abgestellt und nicht verschrottet worden. Die 20/20A der NRZ stehen beim Depot in Bulawayo. Einige Maschinen werden in Museen bzw. als Denkmalloks erhalten.
Nr. 708 steht im Eisenbahnmuseum von Livingstone, 741 am Bahnhof von Ndola und Nr. 758 am Bahnhof von Kitwe. Die Lok Nr. 730 (ehem. Nr. 705) gehört zum Eisenbahnmuseum von Bulawayo und ist derzeit die einzige Lokomotive der Klasse, die noch betriebsfähig ist bzw. dafür nur kleinere Reparaturen benötigt.

### Übersichtstabelle
Die folgende Tabelle enthält alle Lokomotiven, die in Südrhodesien bzw. Simbabwe geblieben sind sowie die Lokomotiven in Sambia, über deren Verbleib Informationen vorliegen.
| RR-/ZR-Nr. | NRZ-Nr. | Verbleib |
| ---------- | ------- | --- |

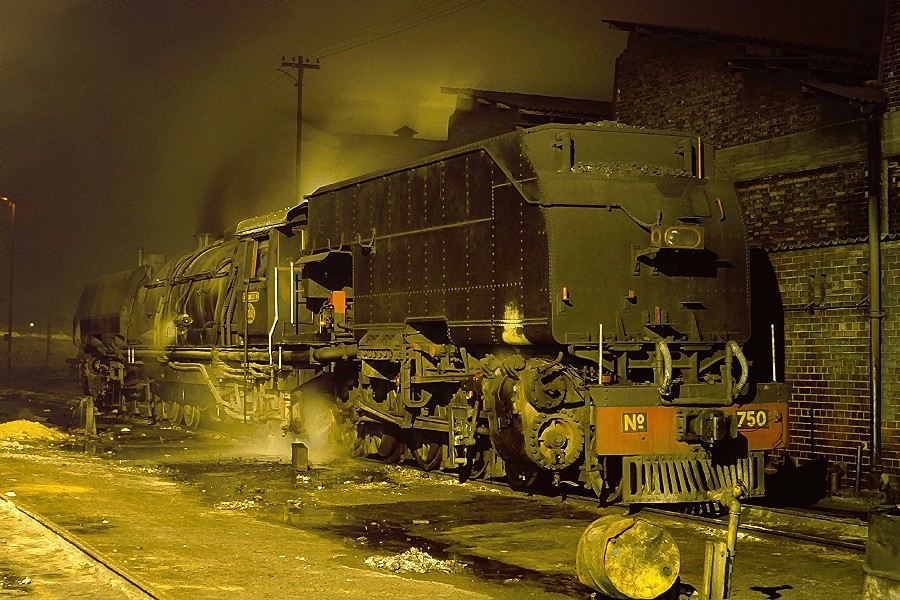
20A 750 im Heizschlaf nachts im Lokomotivdepot Bulawayo (1990)

| 700        | -       | nach Unfall in den 1950ern verschrottet |
| 702        | -       | Lokomotivfriedhof Ndola, schrottreif |
| 703        | -       | Lusaka, schrottreif abgestellt |
| 704        | -       | Lusaka, schrottreif abgestellt |
| 705        | 730     | Eisenbahnmuseum Bulawayo (ist das wohl am besten erhaltene Exemplar)                                                                         |
| 707        | 731     | Depot Bulawayo, abgestellt |
| 708        | -       | Eisenbahnmuseum Livingstone |
| 709        | 732     | Depot Bulawayo, abgestellt |
| 710        | 733     | Depot Bulawayo, abgestellt |
| 714        | 734     | Depot Bulawayo, abgestellt |
| 716        | 735     | Depot Bulawayo, abgestellt |
| 717        | 736     | Bulawayo (war bis 2004 im Museum, ist heute im Depot abgestellt)                                                                             |
| 718        | 737     | Depot Bulawayo, abgestellt |
| 721        | -       | ZCCM-Kupfermine in Mufulira (Zustand unbekannt)                                                                                              |
| 723        | 740     | Bulawayo (war Museumslok und bis 2001 betriebsfähig; nach einem Zylinderschaden dient sie heute als stationärer Dampfkessel im Betriebswerk) |
| 724        | 741     | Depot Bulawayo, abgestellt |
| 726        | 742     | Depot Bulawayo, abgestellt |
| 727        | 743     | Depot Bulawayo, abgestellt |
| 728        | -       | Eine der Loks, die 1980 wieder in Betrieb genommen wurden (Verbleib unbekannt)                                                               |
| 729        | 744     | Depot Bulawayo, abgestellt |
| 733        | -       | Lusaka, schrottreif abgestellt |
| 735        | -       | Lokomotivfriedhof Ndola, schrottreif |
| 738        | 745     | Depot Bulawayo, abgestellt |
| 740        | -       | Lokomotivfriedhof Ndola, schrottreif |
| 741        | -       | Denkmallok am Bahnhof Ndola |
| 746        | 746     | Depot Bulawayo, abgestellt |
| 747        | 747     | Depot Bulawayo, abgestellt |
| 748        | -       | Lokomotivfriedhof Ndola, schrottreif |
| 749        | 749     | Depot Bulawayo, abgestellt |
| 753        | 748     | Depot Bulawayo, abgestellt |
| 755        | -       | Bis mindestens 1971 in Betrieb, Verbleib unbekannt                                                                                           |
| 756        | 750     | Depot Bulawayo, abgestellt |
| 758        | -       | Denkmallok am Bahnhof Kitwe |
| 760        | -       | nach Unfall in den 1950ern verschrottet |